# Juan José Goiriena de Gandarias
Juan José Goiriena de Gandarias y Gandarias (Vitoria, 27 de julio de 1948-Baracaldo, 1 de septiembre de  2020) fue un investigador y profesor español. Rector de la Universidad del País Vasco (1991-1996).

## Biografía
Obtuvo la licenciatura en medicina y cirugía en la Universidad de Salamanca. Ejerció la docencia y la investigación en las universidades de Oviedo, Murcia y del País Vasco. Además de profesor, desempeñó diversos puestos en la Universidad del País Vasco: secretario de la Facultad de Medicina (1974-1975); vicerrector de Organización Académica (1980-1984) y rector (1991-1996). 
Como profesor dirigió veinte tesis doctorales, de las cuales cinco recibieron el Premio Extraordinario. Fue autor de más de ochenta comunicaciones y trabajos de investigación entre los que destacan los publicados en el British Journal of Pharmacology, Enzime, Medicine & Science in Sports & Exercise Journal (MSSE) o The Journal of Applied Physiology entre otros, además participar en la publicación de numerosos libros. Entre sus últimos trabajos de investigación destacaron los relacionados con la fisiología del ciclismo, junto con publicaciones en las revistas del área del deporte —Sport Ciencias— de máximo impacto.
Asimismo, desde julio de 1984 hasta mayo de 1987, fue viceconsejero de Sanidad y Consumo del Departamento de Sanidad y Seguridad Social del Gobierno Vasco. 
Desde 1997 fue director del Instituto Médico de Basurto, especializado en medicina del deporte. 

## Academias a las que perteneció
- Presidente de Sociedad de Estudios Vascos (1996-2002)
- Miembro de la Academia Europea de Ciencias y Artes, (Salzburgo, Austria)
- Miembro de la Real Academia de Medicina del País Vasco/EHMEA
- Académico de número de Jakiunde desde la creación de la Academia en 2007.

## Distinciones
- 1973 Premio Extraordinario por su Tesis Doctoral
- 1996 Medalla de Oro de la UPV/EHU
- 2019 Medalla de Oro de la Real Academia de Medicina del País Vasco

## Publicaciones
Algunas de sus publicaciones son: 
- Enzimopatías Genéticas en Oftalmología (1971)
- Hematíes (1975)
- La salud del año (2000)
- Discurso Poner la recepción pública del Académico electo (1992)